# Martha Langbein
Martha Langbein-Pensberger, nemška atletinja, * 22. maj 1941, Heidelberg, Nemčija.
Nastopila je na poletnih olimpijskih igrah v letih 1960 in 1964, leta 1960 je osvojila naslov olimpijske podprvakinje v štafeti 4x100 m, leta 1964 pa peto mesto. Na evropskih prvenstvih je v isti disciplini osvojila srebrno medaljo leta 1962.